# هدف سخت (فیلم ۱۳۷۷)
هدف سخت فیلمی به کارگردانی هوشنگ درویش‌پور و نویسندگی توران اکبری ساختهٔ سال ۱۳۷۷ است.

## خلاصه داستان
يك گروه از رزمندگان براي پاكسازي ميدان مين رهسپار جزيره مجنون مي شوند. در حالي كه آنها به پيشروي خود و پاكسازي منطقه ادامه مي دهند، يك سرباز عراقي با دوربين آنها را كه سوار سه قايق هستند مي بيند و به ستاد فرماندهي خبر مي دهد كه ايراني ها وارد معبر شده اند. فرمانده سنگدل نيروهايش را به مقابله با رزمندگان ايراني مي فرستد. نيروهاي ايراني به زودي درمي يابند كه عمليات پاكسازي آنها لو رفته، اما حاجي فرمانده ايراني به علي يادآور مي شود بايد حتماً در مأموريتشان موفق شوند. غواص هاي عراقي از زير آب خود را به نيروهاي ايراني مي رسانند و در فرصت هاي به دست آمده، با كارد به آنها حمله مي كنند. حاجي با يكي از اين غواص ها درگير مي شود و يكي از رزمندگان كه از ضربه هاي كارد به سختي مجروح شده در آغوش حاجي جان مي دهد. ياران ديگر حاجي، حسين و رضا هستند كه درگيري ها را زير نظر دارند. در حالي كه حمله هاي دشمن همچنان ادامه دارد، علي متوجه مي شود كه يكي از عراقي ها قصد دارد به نيروهاي ايراني آرپي جي پرتاب كند. يك عراقي كه به او جان سخت مي گويند با حاجي درگير مي شود و موفق مي شود او را به شهادت برساند. حسين اسير مي شود و در قايق موتوري دشمن مورد وحشيانه ترين شكنجه ها قرار مي گيرد. علي و رضا خود را به قايق عراقي ها مي رسانند و حسين را نجات مي دهند. رضا با بي سيم به نيروهاي پشتيباني در مورد درگيري با دشمن خبر مي دهد و در همين اثنا با يك عراقي ديگر درگير مي شود و او را مي كشد. حسين، بار ديگر مورد اصابت گلوله هاي دشمن قرار مي گيرد و در آخرين لحظه هاي زندگي اش، همسر و فرزند كوچكش را به ياد مي آورد و پيشاني بندي كه همسرش براي او دوخته بود از جيبش درمي آورد و روي پيشاني اش مي بندد. رضا زماني به او مي رسد كه حسين شهيد شده است. او چنان از اين موضوع غمگين مي شود كه مسلسل خود را مقابل نيروهاي دشمن مي گيرد و تعدادي از آنها را مي كشد. او به همراه علي پيكر دوستشان را از آن منطقه دور مي كنند ولي ناگهان مورد اصابت گلوله هاي مسلسل يك عراقي قرار مي گيرد. علي تنها، با يك پرچم قرمز به راه مي افتد.

## بازیگران
- بیژن درویش‌پور       🔺محمد حسین رهسپار
- رضا سمیع پور
- توران اکبری
- حسین توشه
- غضنفر طارمی
- منوچهر میرزایی
- رامین درویش‌پور
- جهانگیر شرینکار
- حسن فرخنده
- حسن رفیعی
- حمیدرضا کشاورز
- ابراهیم اسماعیل نیا
- بهنام قربانی
- هامون سیدی
- احمد رسول زاده
- الیاس قهرمانی
- آرمین ایرانمنش
- امید غلامی
- جعفر طاهری
- جواد مولایی
- محمد قویدل
- علی چولابی
- ابراهیم عدالتخواه
- حسین توداری
- شهروز پورصیادی
- اشکان موسی زاده
- مقصود هوشیار
- بهمن احدپور
- عیسی قربان نژاد
- محمد نمازی
- شهرام افخمی
- اسکندرزاده
- کامل احدپور
- جهانبخش اصلانی
- رضا مهربان
- رضا علی نیا
- میثم رسول زاده
- رضا کامران
- بهروز پورسیدی